# Georg Schmidt (Diplomat)
Georg Wilfried Schmidt (* 1963 in Freiburg im Breisgau) ist ein deutscher Diplomat. Seit 2023 ist er Botschafter in Südkorea. Zuvor war er von 2018 bis 2023 Botschafter in Thailand.

## Leben
Georg Schmidt studierte Geschichte und Volkswirtschaftslehre in Hongkong sowie Ostasienkunde an der School of Oriental and African Studies der Universität London.
1995 trat Schmidt in den Auswärtigen Dienst ein. Nach Abschluss des Vorbereitungsdienstes für den Höheren Auswärtigen Dienst arbeitete er 1996 als Referent für Asien, Afrika und Lateinamerika im Bundeskanzleramt in Bonn. Von 1997 bis 1999 war er als Referent im Büro des Staatsministers im Auswärtigen Amt tätig. Es folgten Einsätze in der Botschaft in Tokio (2000 bis 2003) und als stellvertretender Leiter der Botschaft in Bamako (Mali).
Nach dem Tsunami Ende 2004 leitete Schmidt im Jahr 2005 das Büro für NRO-Zusammenarbeit an der Deutschen Botschaft Colombo (Sri Lanka).
2006 wechselte er in das Bundespräsidialamt und war dort zunächst stellvertretender Leiter und ab 2009 als Ministerialrat Leiter des Referats für Asien, Australien, Afrika und Entwicklungszusammenarbeit. Nach acht Jahren im Bundespräsidialamt wechselte Schmidt 2014 zurück in das Auswärtige Amt und wurde dort Regionalbeauftragter für Subsahara-Afrika und Sahel. Im November 2018 wurde Schmidt als Botschafter nach Bangkok (Thailand) entsandt. 2023 wurde er deutscher Botschafter in Seoul (Südkorea).
Schmidt ist verheiratet und hat eine Tochter.